# 栃木県道105号豊原停車場線
栃木県道105号豊原停車場線（とちぎけんどう105ごう とよはらていしゃじょうせん）は、栃木県那須郡那須町を通る一般県道である。

## 路線概要
- 指定：1961年（昭和36年）4月1日
- 距離：5.429km
- 起点：栃木県那須郡那須町豊原（JR豊原駅）
- 終点：栃木県那須郡那須町豊原（国道4号交点）

## 接続する主な道路
- 栃木県道186号寄居豊原停車場線

## 沿線施設
- JR東北本線豊原駅